# Guy Chasseuil

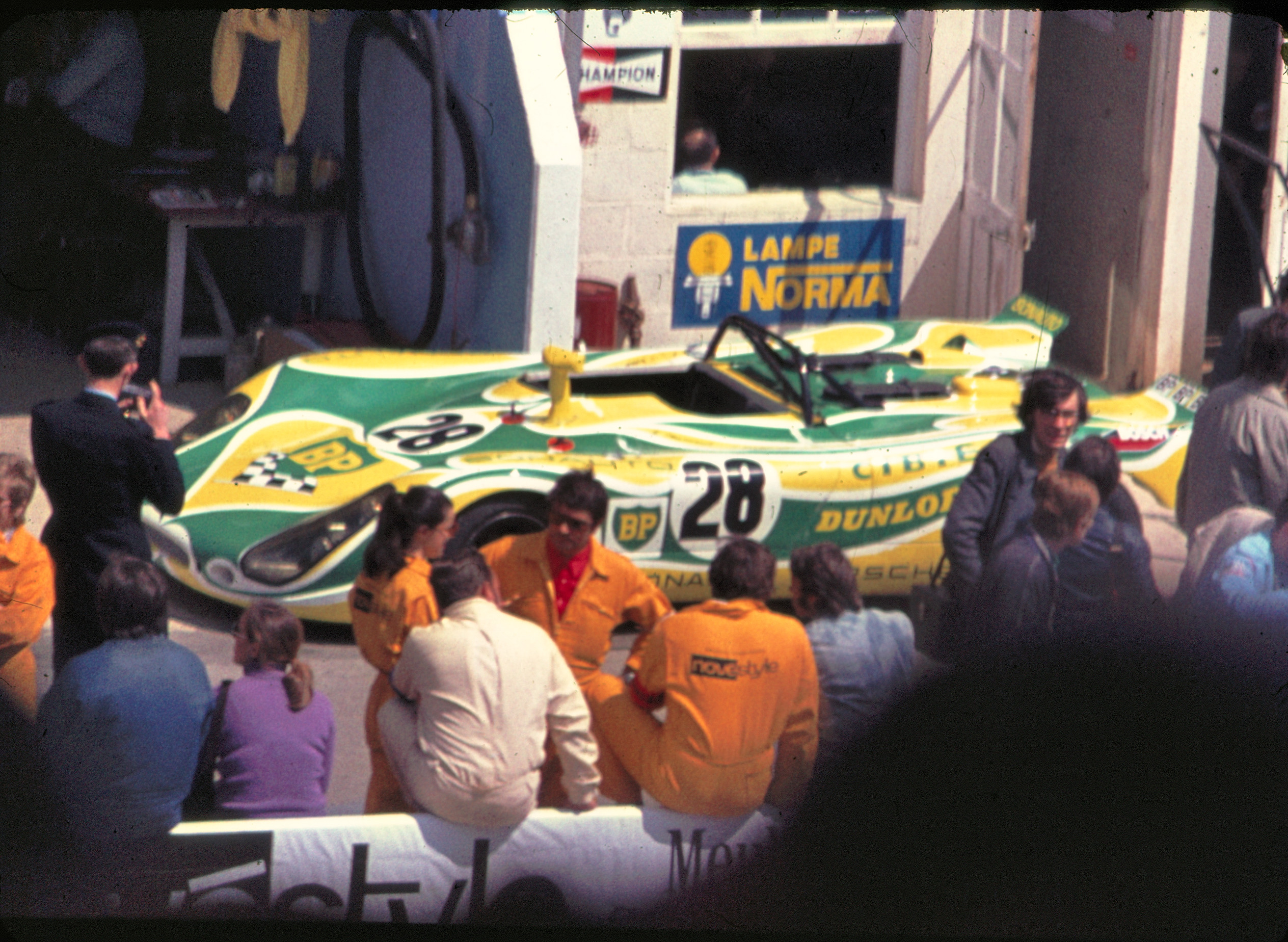
Der Porsche 908/02 von Claude Ballot-Léna und Guy Chasseuil vor dem Start zum 24-Stunden-Rennen von Le Mans 1971

Guy Chasseuil (* 26. Januar 1942 in Paris) ist ein ehemaliger französischer Automobilrennfahrer.

## Karriere
Guy Chasseuil begann seine Karriere in den frühen 1960er-Jahren in der französischen Rallye-Meisterschaft. Obwohl er dieser Form des Motorsports zeitlebens verbunden blieb, feierte er seine größten Erfolge bei Straßen- und Rundstreckenrennen. 1968 gab er sein Debüt beim 24-Stunden-Rennen von Le Mans und gewann ein Jahr später mit seinem langjährigen Teampartner Claude Ballot-Léna das 24-Stunden-Rennen von Spa-Francorchamps. 1970 feierte er in Le Mans seinen ersten Klassensieg, als er mit Ballot-Léna auf einem Porsche 914/6 GT bis auf den sechsten Gesamtrang vorfuhr. 1970 war er auch Partner von Ove Andersson und Björn Waldegård beim Marathon de la Route am Nürburgring, wo das Trio den dritten Rang in der Gesamtwertung erreichte.
In seiner Karriere war Chasseuil zwölfmal in Le Mans am Start. Einem Gesamtsieg am nächsten kam er 1975 als Werksfahrer bei Ligier. Mit Jean-Louis Lafosse pilotierte er einen der drei Ligier JS2. Das Duo hatte die Aufgabe, sich nicht an einer Tempojagd zu beteiligen, sondern nach einer präzisen Marschtabelle fahrend den Ligier sicher ins Ziel zu bringen. Als zwei JS2 in der Nacht bereits ausgefallen waren, stellte die Teamleitung die Taktik aber um und ließ dem Chasseuil/Lafosse-Wagen freie Fahrt. Rekordrunden fahrend holten die beiden ab Sonntagmorgen nach und nach auf den führenden Gulf GR8 von Jacky Ickx und Derek Bell auf. Dem Publikum blieb die starke Fahrt der Franzosen nicht verborgen und es feuerte die Fahrer lauthals an, wenn der JS2 bei den Haupttribünen vorbeikam. Am Ende fehlte eine Runde auf den Gesamtsieg. Viele Jahre später bedauerte Chasseuil noch immer die langsame Fahrweise zu Beginn des Rennens, die ihm möglicherweise den Sieg gekostet hatte.
Bis Anfang der 1980er-Jahre bestritt er Sportwagenrennen und war 1981 zum letzten Mal an der Sarthe am Start. Im Team von Kremer Racing fuhr er einen zehn Jahre alten Porsche 917, der – angepasst ans Reglement – die Attraktion des Rennens war. Nach nur 82 Runden musste der Porsche nach einem kapitalen Motorschaden jedoch abgestellt werden.
In der ersten Hälfte der 1980er nahm Chasseuil erneut an einigen Läufen zur Rallye-Weltmeisterschaft teil, wie an der Rallye Korsika 1982, bei der er einen Ferrari 308 GTB des französischen Ferrari-Importeurs Charles Pozzi steuerte. Zehn Jahre zuvor hatte er die gleiche Rallye mit einem Ford GT70 bestritten.

## Statistik

### Le-Mans-Ergebnisse
| Jahr | Team                       | Fahrzeug                | Teamkollege          | Teamkollege        | Platzierung            | Ausfallgrund     |
| ---- | -------------------------- | ----------------------- | -------------------- | ------------------ | ---------------------- | ---------------- |
| 1968 | Auguste Veuillet           | Porsche 911T            | Claude Ballot-Léna   |                    | Ausfall                | Motorschaden     |
| 1969 | Auguste Veuillet           | Porsche 911T            | Claude Ballot-Léna   |                    | Rang 11                |                  |
| 1970 | Établissement Sonauto      | Porsche 914/6 GT        | Claude Ballot-Léna   |                    | Rang 6 und Klassensieg |                  |
| 1971 | Auguste Veuillet           | Porsche 908/02          | Claude Ballot-Léna   |                    | Ausfall                | Unfall           |
| 1972 | Société Franco-Brittanc    | De Tomaso Pantera       | Jean Vinatier        |                    | Ausfall                | Motorschaden     |
| 1973 | Porsche Sonauto BP Racing  | Porsche 911 Carrera RSR | Peter Gregg          |                    | Rang 14                |                  |
| 1974 | Automobiles Ligier         | Ligier JS2              | Michel Leclère       |                    | Ausfall                | Motorschaden     |
| 1975 | Gitanes Automobiles Ligier | Ligier JS2              | Jean-Louis Lafosse   |                    | Rang 2                 |                  |
| 1976 | Ecurie Batteries-Piles TS  | WM P76                  | Claude Ballot-Léna   | Xavier Mathiot     | Ausfall                | Defekt am Kühler |
| 1977 | Hubert Striebig            | Porsche 934/5           | Hubert Striebig      | Hughes Kirschoffer | Ausfall                | Motorschaden     |
| 1978 | Auto Daniel Urcun          | Porsche 934             | Jean-Claude Lefèbvre | Marcel Mignot      | Ausfall                | Motorschaden     |
| 1981 | Porsche Kremer Racing      | Porsche 917 K81         | Bob Wollek           | Xavier Lapeyre     | Ausfall                | Motorschaden     |

### Einzelergebnisse in der Sportwagen-Weltmeisterschaft
| Saison | Team                                  | Rennwagen                             | 1   | 2   | 3   | 4   | 5   | 6   | 7   | 8   | 9   | 10  | 11  | 12  | 13  | 14  | 15  |
| ------ | ------------------------------------- | ------------------------------------- | --- | --- | --- | --- | --- | --- | --- | --- | --- | --- | --- | --- | --- | --- | --- |
| 1968   | Ecurie Léopard                        | Alpine A110                           | DAY | SEB | BRH | MON | TAR | NÜR | SPA | WAT | ZEL | LEM |     |     |     |     |     |
| 1968   | Ecurie Léopard                        | Alpine A110                           |     |     |     |     |     |     | DNF |     |     |     |     |     |     |     |     |
| 1969   | Auguste Veuillet                      | Porsche 911                           | DAY | SEB | BRH | MON | TAR | SPA | NÜR | LEM | WAT | ZEL |     |     |     |     |     |
| 1969   | Auguste Veuillet                      | Porsche 911                           |     |     |     |     | 11  |     |     |     |     |     |     |     |     |     |     |
| 1970   | Établissement Sonauto                 | Porsche 914                           | DAY | SEB | BRH | MON | TAR | SPA | NÜR | LEM | WAT | ZEL |     |     |     |     |     |
| 1970   | Établissement Sonauto                 | Porsche 914                           |     |     |     |     | 6   |     |     |     |     |     |     |     |     |     |     |
| 1971   | Claude Ballot-Léna                    | Porsche 908                           | BUA | DAY | SEB | BRH | MON | SPA | TAR | NÜR | LEM | ZEL | WAT |     |     |     |     |
| 1971   | Claude Ballot-Léna                    | Porsche 908                           |     |     |     |     |     | 5   |     | 7   | DNF |     |     |     |     |     |     |
| 1972   | Claude Dubois Société Franco-Brittanc | De Tomaso Pantera                     | BUA | DAY | SEB | BRH | MON | SPA | TAR | NÜR | LEM | ZEL | WAT |     |     |     |     |
| 1972   | Claude Dubois Société Franco-Brittanc | De Tomaso Pantera                     |     |     |     |     |     | DNF |     |     | DNF |     |     |     |     |     |     |
| 1973   | Franco-Brittanic Porsche Sonauto      | De Tomaso Pantera Porsche Carrera RSR | DAY | VAL | DIJ | MON | SPA | TAR | NÜR | LEM | ZEL | WAT |     |     |     |     |     |
| 1973   | Franco-Brittanic Porsche Sonauto      | De Tomaso Pantera Porsche Carrera RSR |     |     | DNF |     |     |     |     | 14  |     |     |     |     |     |     |     |
| 1974   | Ligier                                | Ligier JS2                            | MON | SPA | NÜR | IMO | LEM | ZEL | WAT | LEC | BRH | KYA |     |     |     |     |     |
| 1974   | Ligier                                | Ligier JS2                            | DNF | DNF |     |     | DNF | DNF |     | 6   |     |     |     |     |     |     |     |
| 1976   | Louis Meznarie                        | Porsche 934                           | MUG | VAL | NÜR | MON | SIL | IMO | NÜR | ZEL | PER | WAT | MOS | DIJ | DIJ | SAL |     |
| 1976   | Louis Meznarie                        | Porsche 934                           |     | DNF |     |     |     |     |     |     |     |     |     |     |     |     |     |
| 1978   | Auto Urcun                            | Porsche 934                           | DAY | SEB | MUG | TAL | DIJ | SIL | NÜR | LEM | MIS | DAY | WAT | VAL | ROD |     |     |
| 1978   | Auto Urcun                            | Porsche 934                           |     |     |     |     | DNF |     |     |     |     |     |     |     |     |     |     |
| 1981   | Kremer Racing BP Racing               | Porsche 917 Ford Capri                | DAY | SEB | MUG | MON | RIV | SIL | NÜR | LEM | PER | DAY | WAT | SPA | MOS | ROA | BRH |
| 1981   | Kremer Racing BP Racing               | Porsche 917 Ford Capri                |     |     |     |     |     |     |     | DNF |     |     |     | DNF |     |     |     |